# Massimo Martino
Massimo Martino (ur. 18 września 1990 w Luksemburgu) – luksemburski piłkarz grający na pozycji prawego obrońcy. Od 2015 jest zawodnikiem klubu Fola Esch.

## Kariera klubowa
Swoją karierę piłkarską Martino rozpoczął w klubie RFC Union Luksemburg. W 2007 roku awansował do pierwszej drużyny. W sezonie 2007/2008 zadebiutował w jej barwach w pierwszej lidze luksemburskiej. W debiutanckim sezonie wywalczył wicemistrzostwo Luksemburga. W 2009 roku przeszedł do niemieckiego Wuppertaler SV grającego w 3. lidze. Rozegrał w nim jeden mecz, 8 maja 2010 przeciwko Dynamu Drezno (2:3).
Latem 2010 roku Martino wrócił do Luksemburga. Został wówczas zawodnikiem RM Hamm Benfica. Zadebiutował w nim 8 sierpnia 2010 w przegranym 1:2 domowym meczu z UN Käerjéng 97. W RMM Hamm Benfica spędził dwa sezony.
Latem 2012 roku Martino przeszedł do klubu F91 Dudelange. Swój debiut w nim zaliczył 5 sierpnia 2012 w wygranym 1:0 wyjazdowym meczu z Etzellą Ettelbruck. W sezonie 2012/2013 wywalczył wicemistrzostwo Luksemburga, a w sezonie 2013/2014 został mistrzem tego kraju.
W 2014 roku Martino został zawodnikiem CS Grevenmacher, w którym swój debiut zanotował 3 sierpnia 2014 w wygranym 2:1 domowym meczu z US Hostert. W Grevenmacher grał przez rok.
W 2015 roku Martino przeszedł do Fola Esch. Zadebiutował w nim 1 sierpnia 2015 w zwycięskim 3:0 wyjazdowym meczu z FC Differdange 03.
| Sezon   | Klub                 | Kraj       | Rozgrywki         | Mecze | Gole |
| ------- | -------------------- | ---------- | ----------------- | ----- | ---- |
| 2007/08 | RFC Union Luksemburg | Luksemburg | Nationaldivisioun | 9     | 0    |
| 2008/09 | RFC Union Luksemburg | Luksemburg | Nationaldivisioun | 13    | 0    |
| 2009/10 | Wuppertaler SV       | Niemcy     | 3. liga           | 1     | 0    |
| 2009/10 | Wuppertaler SV II    | Niemcy     | Niederrheinliga   | 14    | 0    |
| 2010/11 | RM Hamm Benfica      | Luksemburg | Nationaldivisioun | 25    | 1    |
| 2011/12 | RM Hamm Benfica      | Luksemburg | Nationaldivisioun | 18    | 0    |
| 2012/13 | F91 Dudelange        | Luksemburg | Nationaldivisioun | 16    | 0    |
| 2013/14 | F91 Dudelange        | Luksemburg | Nationaldivisioun | 13    | 1    |
| 2014/15 | CS Grevenmacher      | Luksemburg | Nationaldivisioun | 21    | 2    |
| 2015/16 | Fola Esch            | Luksemburg | Nationaldivisioun |       |      |

## Kariera reprezentacyjna
W reprezentacji Luksemburga Martino zadebiutował 27 maja 2008 w zremisowanym 1:1 towarzyskim meczu z Republiką Zielonego Przylądka, rozegranym w Luksemburgu.